# Katharine Hamnett
Katharine E. Hamnett, née le 16 août 1947 à Gravesend (Kent), est une styliste britannique.
Elle est connue pour ses T-shirts portant des inscriptions politiques et pour sa philosophie d'entreprise éthique.

## Biographie

### Jeunesse et études
Elle est née le 16 août 1947 à Gravesend (Kent) aux Royaume-Uni, son père était diplomate ce qui explique que dans son enfance elle a beaucoup voyagé. Elle étudiera notamment au  Cheltenham Ladies' College.
Ses études supérieures seront consacrées à la mode au sein du Saint Martin's School of Art. A la fin de ses études elle crée, avec son amie, Anne Buck une entreprise : Tuttabankem. Collaboration qui aura duré 5 ans.

### Son propre label
C'est en 1979 après avoir passé plusieurs années en indépendantes qu'elle crée son propre label de mode : Katharine Hamnett London. 
Elle va créer ses fameux Tee-shirt sous ce label en 1981.
Elle continua de développer sa marque faisant d'elle une icône de la mode. 

## Récompenses et distinctions
- Commandeur de l'ordre de l'Empire britannique